# Lomtjärnen (Bjurholms socken, Ångermanland)
Lomtjärnen är en sjö i Bjurholms kommun i Ångermanland och ingår i Lögdeälvens huvudavrinningsområde. Sjön har en area på 0,0516 kvadratkilometer och ligger 299 meter över havet.

## Delavrinningsområde
Lomtjärnen ingår i det delavrinningsområde (709758-164035) som SMHI kallar för Utloppet av Stor-Holmsjön. Medelhöjden är 312 meter över havet och ytan är 15,47 kvadratkilometer. Räknas de 7 avrinningsområdena uppströms in blir den ackumulerade arean 29,48 kvadratkilometer. Holmsjöbäcken som avvattnar avrinningsområdet har biflödesordning 2, vilket innebär att vattnet flödar genom totalt 2 vattendrag innan det når havet efter 96 kilometer. Avrinningsområdet består mestadels av skog (61 procent). Avrinningsområdet har 4,9 kvadratkilometer vattenytor vilket ger det en sjöprocent på 31,6 procent.